# ラウジッツ辺境伯領

ラウジッツ辺境伯領
Markgrafschaft Lausitz

1000年ごろのラウジッツ辺境伯領

ラウジッツ辺境伯領（ドイツ語: Mark(grafschaft) Lausitz）は、神聖ローマ帝国の東境に置かれた辺境伯領。ポラービアン・スラブ人が定住していた地域に置かれ、965年のゲロ辺境伯領の分割により創設された。いくつかのザクセン貴族の一族、特にヴェッティン家が辺境伯位を相続したが、その支配権をポーランド王やアスカニア家のブランデンブルク辺境伯と争った。また領土の一部は1367年にボヘミア領に組み込まれた。

## 地理

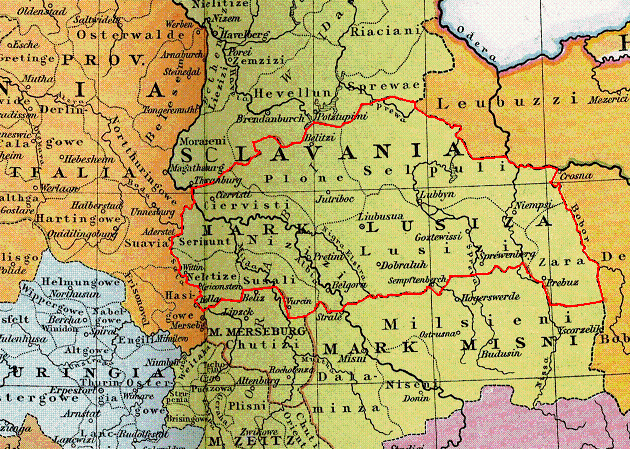
965年までのゲロ辺境伯領内の（下）ラウジッツ辺境伯領

辺境伯領はおよそ現在の下ラウジッツに相当する地域にあった。もともとは西のザーレ川に沿ったザクセン部族大公との境界から東のボーブル川に沿ったポーランドとの境界までその領域は広がっていた。1138年頃から、対岸のポーランド領はシュレージエン公国（下シュレージエン）の一部となった。辺境伯領の北の境界はノルトマルクと接していたが、ノルトマルクは983年のスラヴ人の大蜂起により失われ、1157年にアスカニア家のアルブレヒト1世（熊公）のもとブランデンブルク辺境伯領となった。南側は、同様にゲロ辺境伯領の分割によりマイセン辺境伯領が成立したが、その西部は後のザクセン選帝侯領の主要部となり、東部の上部ソルブ人の住む領域は上ラウジッツに組み込まれた。 
何世紀かにわたって、辺境伯領はアスカニア家のアンハルト侯領およびザクセン＝ヴィッテンベルク公領により縮小していった。さらに領土の西部はオスターラント、ランツベルク辺境伯領やブレーナ伯領などに分割された。

## 歴史
東フランクのかつてのソルブ辺境伯領の東部は、スラヴ人のヴェレト族（en）や上部ソルブ人（en）が定住していたが、963年までに辺境伯ゲロにより次第に征服されていった。ゲロはザーレ川とボーブル川の間の地域を「ゲロ辺境伯領」に加えた。ゲロ辺境伯領は937年に皇帝オットー1世により創設された広大な辺境伯領であった。965年のゲロの死と983年のノルトマルクでのスラヴ人の反乱の結果、ラウジッツはオストマルク辺境伯オド1世のもとでオストマルク辺境伯領の中心地となった。
「オストマルク」の語が数世紀の間使われ続けたのに対し、後のラウジッツ辺境伯領は965年以降、マイセン辺境伯領、メルゼブルク辺境伯領およびツァイツ辺境伯領に分かれていた。下ラウジッツと、その隣接する上部ソルブ人の居住地であるバウツェンおよびゲルリッツ付近（後の上ラウジッツ）、そしてマイセンへの分割も早い時期に行われた。
1002年、ラウジッツ辺境伯領とマイセン辺境伯領は、ハインリヒ・フォン・シュヴァインフルトの反乱に対して皇帝ハインリヒ2世が遠征している間に、ポーランド公ボレスワフ1世に征服されたが、これはドイツ・ポーランド戦争を引き起こし、1018年のバウツェンの講和により終結した。ハインリヒの後継者であるコンラート2世は、1031年および1032年に2回の遠征を行い、ミェシュコ2世から下ラウジッツと上ラウジッツの両方を再び奪回した。
1056年からの皇帝ハインリヒ4世の治世下で、ラウジッツは再び神聖ローマ帝国に組み込まれ、マイセン、オストマルクおよびツァイツとともに上ザクセン（en）の4つの地域の1つを形成した。これらの地域は常に別々の辺境伯によって統治されていたわけではなく、主に行政上の区分であった。ラウジッツとオストマルクは同じ辺境伯により統治され、最終的にはオストマルクは下ラウジッツと大差ない程度にまで縮小された。ハインリヒ4世のもとで、上ラウジッツはラウジッツ辺境伯領と切り離され、ポーランド公ボレスワフ2世に封土として与えられた。
最初のラウジッツ辺境伯は1046年からのみ見られる。皇帝ロタール3世のもと、1136年に上ラウジッツと下ラウジッツは再び統合された。ハインリヒ3世が1128年にはオストマルク辺境伯として記録されている一方で、1131年まではラウジッツは与えられていなかったものの、12世紀には「オストマルク」と「ラウジッツ」の語がほぼ同じ意味で用いられた。1156年に皇帝フリードリヒ1世がボヘミア公ヴラジスラフ2世に上ラウジッツを与えた一方、ランツベルク辺境伯領、アンハルト侯領およびザクセン＝ヴィッテンベルク公領の成立により（下）ラウジッツ辺境伯領の領土は更に減少した。
1210以降、下ラウジッツはヴェッティン家のマイセン辺境伯のものとなった。ラウジッツ辺境伯ハインリヒ4世が1288年に死去した際、ラウジッツの地は孫のランツベルク辺境伯フリードリヒ・トゥタのものとなった。後継者のディートリヒ4世（ディーツマン）は1303年に辺境伯領をブランデンブルク辺境伯オットー1世に売り渡した。最終的に1367年に皇帝カール4世がこの地を得て、ボヘミア領に併合された。下ラウジッツはのち1635年のプラハ条約によりザクセン選帝侯領に併合された。

## 歴代 （下）ラウジッツ辺境伯
- ディートリヒ1世、1032年 - 1034年
- デド1世、1046年 - 1075年
- デド2世、1069年に生存が確認
- ハインリヒ1世、1075年 - 1103年
- ハインリヒ2世、1103年 - 1123年
- ヴィプレヒト、1123年 - 1124年
- アルブレヒト1世（熊公）、1123年 - 1128年
- ハインリヒ3世、1124年 - 1135年
- コンラート1世、1136年 - 1156年、1123年以降マイセン辺境伯
- ディートリヒ2世、1156年 - 1185年、コンラート1世の子、名目上のランツベルク辺境伯
- デド3世、1185年 - 1190年、ディートリヒ1世の弟
- コンラート2世、1190年 - 1210年、デド3世の子

### マイセン辺境伯
- ディートリヒ3世、1210年 - 1221年、1198年以降マイセン辺境伯
- ハインリヒ4世、1221年 - 1288年

### ランツベルク辺境伯
- フリードリヒ・トゥタ、1288年 - 1291年、ハインリヒ4世の孫
- ディートリヒ4世（ディーツマン）、1291年 - 1303年、ハインリヒ4世の孫

ラウジッツ辺境伯領（オストマルク）は1303年にアスカニア家のブランデンブルク辺境伯のものとなった

### ブランデンブルク辺境伯
- オットー1世、1303年 - 1308年
- ヴァルデマール、1308年 - 1319年、皇帝ルートヴィヒ4世により没収
- ルートヴィヒ1世、1323年 - 1351年
- ルートヴィヒ2世、1351年 - 1365年
- オットー2世、1365年 - 1367年

1367年にラウジッツはボヘミア領に併合された。